# Vaunthompsonia cristata
Vaunthompsonia cristata is een zeekomma uit de familie Bodotriidae.

## Kenmerken
V. cristata is een kleine zeekomma die tot 6 mm (♀) en 5 mm (♂) lang wordt. Pereopoden 1 tot 4 van het mannetje en 1 tot 3 van het vrouwtje, voorzien van goed ontwikkelde exopodieten (buitenste takjes). Distaal uiteinde van de basis van de derde maxillipede weinig of helemaal niet verlengd. Ogen goed ontwikkeld en sterk gepigmenteerd.
Volwassen mannetjes hebben een gladde carapax, zonder tanden met een ondiepe antennale inkeping. De laatste pleoniet steekt uit tussen de uropoden en is achteraan getand, maar dit niet altijd even duidelijk. Flagellum van de tweede antenne kort, nauwelijks verder reikend dan pereoniet vijf.
Vrouwtje met een medio-dorsale getande carina (plooi) op de carapax, samengesteld uit twee parallelle rijen van kleine tandjes. De antennale inkeping is dieper en getand.
Zoals alle Bodotriidae heeft deze soort geen vrij telson.

## Ecologie
Deze soort wordt aangetroffen op grof zand, vanaf de laagwaterlijn tot een diepte van 40 m.
De meerderheid van de zeekommasoorten in de gematigde ondiepe wateren leven waarschijnlijk slechts een jaar of minder en planten zich tweemaal per jaar voort. Ze voeden zich met micro-organismen en organisch materiaal uit bodemafzettingen.
V. cristata komt voor van de Noordelijke Noordzee tot Marokko en in de Middellandse Zee. De soort is ook gevonden in Zuid-Afrika en Zuid-Vietnam.